# Giovanni Botti
Giovanni Botti (Brescia, 16 dicembre 1947) è un ex calciatore italiano, di ruolo difensore.

## Carriera

### Club
Cresciuto nel Brescia, squadra della sua città, giocò con le "rondinelle" per due stagioni in Serie A (segnando due reti), inframezzate da una in B.
Nel 1970 passò alla Fiorentina, rimanendovi per due stagioni e scendendo in campo per 6 volte in massima serie. Perse una finale di Coppa Mitropa.
Successivamente fece ritorno al Brescia, per poi terminare la carriera nelle file del Crotone.

### Nazionale
Nel 1967 collezionò due presenze in Nazionale Under 21 ed una in Nazionale B.